# Kit Porter
Pour les articles homonymes, voir Porter.
Kit Porter (Kate Porter) est un personnage fictif créé par Ilene Chaiken pour la série télévisée The L Word. Elle est interprétée par l'actrice Pam Grier. Elle apparaît dans les six saisons de la série jusqu’au tout dernier épisode.

## Famille
Kit est la sœur aînée de Bette. Leur père, Melvin, a beaucoup de mal à l’accepter compte tenu de son passé d’alcoolique. Elle a un fils, David, qu’elle revoit après ne pas avoir eu de contact avec lui pendant cinq ans. Kit est la plus âgée du groupe et materne tout le monde. Elle écoute, conseille, rassure, amuse et reste toujours présente quoi qu'il arrive. On apprend dans l'épisode 4 de la suite de la série L Word qu'elle est décédée d'une overdose et que c'est pour cette raison que sa sœur se présente à l'élection à la mairie.

## Carrière
Ancienne alcoolique, la série commence avec une Kit qui tente de se racheter auprès des gens qu’elle a blessés dans le passé. Ancienne chanteuse, elle tente peu à peu de rebâtir sa carrière, mais finit par devenir propriétaire du café The Planet après la tentative de suicide de Marina. Elle réussira tout de même à se tailler une place dans l’industrie de la musique à l’aide de Slim Daddy, un rappeur bien connu du milieu qui lui donne sa chance dans un de ses vidéo-clips.

## Relations amoureuses
Au début de la série, Kit est célibataire, mais se lie d’amitié avec Ivan, une travestie qui l’aidera grandement avec l’achat du café The Planet. Comme elle n’est pas certaine de ses sentiments envers Ivan et que ce dernier cherche à bâtir une relation solide, il prend rapidement la fuite.
Par la suite, Kit entretient une relation avec Benjamin Bradshaw, créateur de la Théorie de tout (« Theory of Everything »), après avoir assisté à l’une de ses conférences. Bien qu’il apparaisse comme l’homme idéal, Benjamin est marié et leur relation est vouée à l’échec.
Kit finit par tomber amoureuse d’Angus, le baby-sitter de sa nièce, Angelica, malgré leur différence d’âge marquée. Bien qu’elle soit censée être ménopausée, elle tombe enceinte d’Angus, mais les deux tourtereaux n’auront pas d’enfant. Angus finit par tromper Kit qui, incapable de lui pardonner, doit mettre un terme à leur relation. Elle entretient une relation avec Papi, une lesbienne ayant le même comportement que Shane, leur relation ne durera que 3 épisodes car Kit constate qu'elle n'est pas lesbienne.
Lors de la dernière saison de la série, Kit commence à fréquenter Sunset Boulevard, un homme hétérosexuel le jour… et un travesti professionnel la nuit.

## Apparition du personnage par épisode
| Kit Porter | Kit Porter | Kit Porter | Kit Porter | Kit Porter | Kit Porter | Kit Porter | Kit Porter | Kit Porter | Kit Porter | Kit Porter | Kit Porter | Kit Porter |
| Saison 1   | Saison 1   | Saison 1   | Saison 1   | Saison 1   | Saison 1   | Saison 1   | Saison 1   | Saison 1   | Saison 1   | Saison 1   | Saison 1   | Saison 1   |
| ---------- | ---------- | ---------- | ---------- | ---------- | ---------- | ---------- | ---------- | ---------- | ---------- | ---------- | ---------- | ---------- |
| 01         | 02         | 03         | 04         | 05         | 06         | 07         | 08         | 09         | 10         | 11         | 12         | 13         |
| Oui        | Oui        | Oui        | Oui        | Oui        | Oui        | Oui        | Oui        | Oui        | Oui        | Oui        | Oui        | Oui        |
| Saison 2   |            |            |            |            |            |            |            |            |            |            |            |            |
| 01         | 02         | 03         | 04         | 05         | 06         | 07         | 08         | 09         | 10         | 11         | 12         | 13         |
| Oui        | Oui        | Oui        | Oui        | Oui        | Oui        | Oui        | Oui        | Oui        | Oui        | Oui        | Oui        | Oui        |
| Saison 3   |            |            |            |            |            |            |            |            |            |            |            |            |
| 01         | 02         | 03         | 04         | 05         | 06         | 07         | 08         | 09         | 10         | 11         | 12         |            |
| Oui        | Oui        | Oui        | Oui        | Oui        | Oui        | Oui        | Oui        | Oui        | Oui        | Oui        | Oui        |            |
| Saison 4   |            |            |            |            |            |            |            |            |            |            |            |            |
| 01         | 02         | 03         | 04         | 05         | 06         | 07         | 08         | 09         | 10         | 11         | 12         |            |
| Oui        | Oui        | Oui        | Oui        | Oui        | Oui        | Oui        | Oui        | Oui        | Oui        | Oui        | Oui        |            |
| Saison 5   |            |            |            |            |            |            |            |            |            |            |            |            |
| 01         | 02         | 03         | 04         | 05         | 06         | 07         | 08         | 09         | 10         | 11         | 12         |            |
| Oui        | Oui        | Oui        | Oui        | Oui        | Oui        | Oui        | Oui        | Oui        | Oui        | Oui        | Oui        |            |
| Saison 6   |            |            |            |            |            |            |            |            |            |            |            |            |
| 01         | 02         | 03         | 04         | 05         | 06         | 07         | 08         |            |            |            |            |            |
| Oui        | Oui        | Oui        | Oui        | Oui        | Oui        | Oui        | Oui        |            |            |            |            |            |